# Montdidier (Somme)
Montdidier is een gemeente in het Franse departement Somme (regio Hauts-de-France). De plaats maakt deel uit van het arrondissement Montdidier. Montdidier telde op 1 januari 2022 5.978 inwoners.

## Geschiedenis
Volgens de lokale legende werd in de Karolingische tijd Desiderius (in het Frans Didier), de laatste koning van de Lombarden, hier in een toren opgesloten. De stad zou naar hem genoemd zijn. In de 10e eeuw was Montdidier een graafschap. De plaats groeide rond het grafelijk kasteel en de kapittelkerk Notre-Dame, die later een benedictijner priorij werd. Koning Filips II van Frankrijk maakte van het grafelijk kasteel een koninklijke residentie en liet de stadsmuren van Mondidier herstellen. In 1195 verleende Filips II een stadscharter aan Montdidier.
De stad werd voor een groot deel verwoest in 1918, aan het einde van de Eerste Wereldoorlog.

## Geografie
De oppervlakte van Montdidier bedroeg op 1 januari 2022 12,58 vierkante kilometer; de bevolkingsdichtheid was toen 475,2 inwoners per km². In de gemeente ligt spoorwegstation Montdidier.
De onderstaande kaart toont de ligging van Montdidier met de belangrijkste infrastructuur en aangrenzende gemeenten.

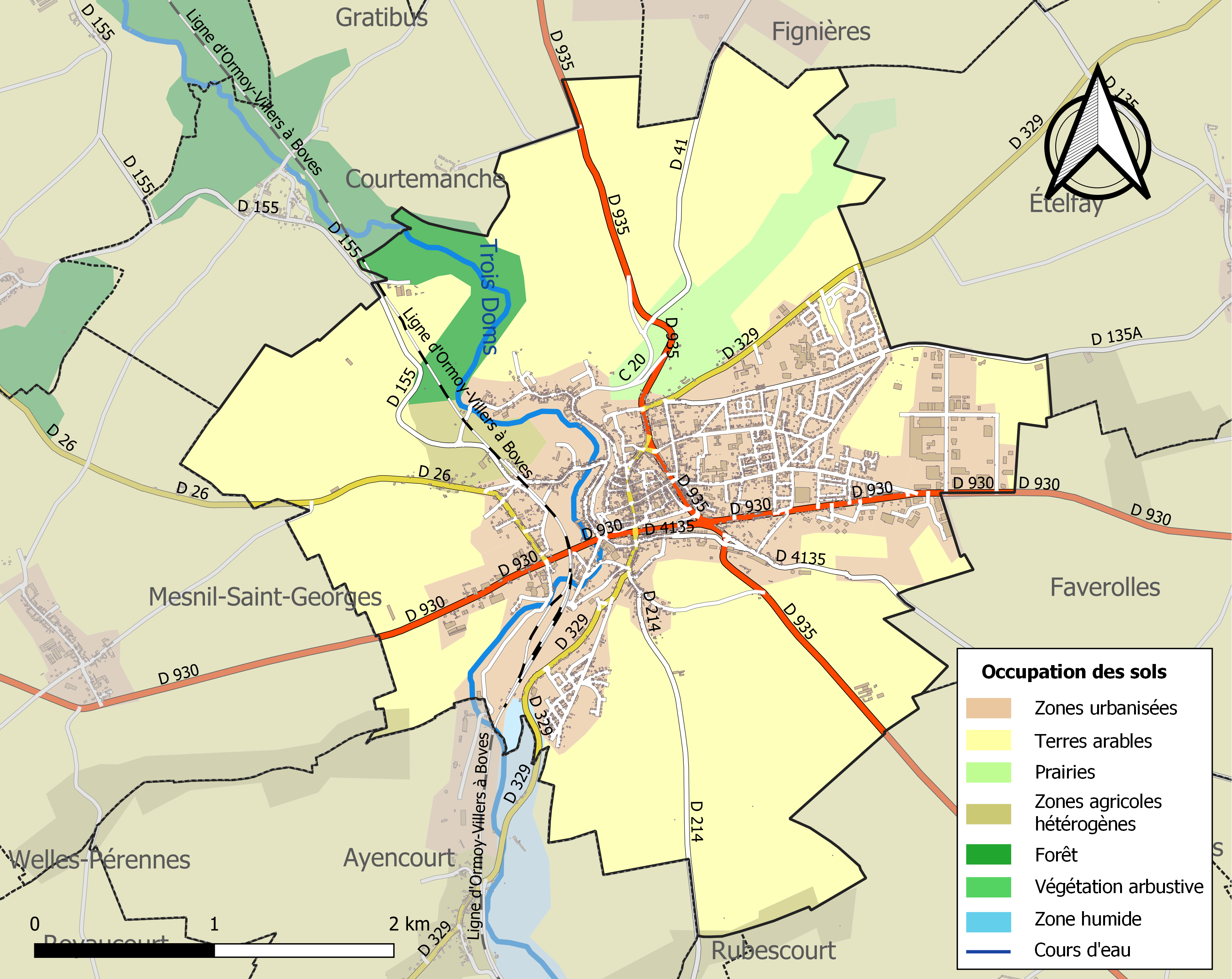

## Demografie
Onderstaande figuur toont het verloop van het inwonertal (bron: INSEE-tellingen).

## Bezienswaardigheden
Door de verwoestingen in 1918 heeft de stad maar weinig oude gebouwen. De kerken Saint-Pierre (15e eeuw) en Saint-Sépulcre (16e eeuw) werden voor een groot deel verwoest maar werden na de oorlog in oude staat hersteld. Het stadhuis in Vlaamse stijl met een belfort werd gebouwd tijdens het interbellum en heeft fresco's in art-decostijl.

## Geboren in Montdidier
- Antoine-Augustin Parmentier (1737-1813), militair apotheker en agronoom
- Maurice Blanchard (1890-1960), dichter (ook overleden in Montdidier)
- Jimmy Casper (1978), wielrenner
- Flavien Dassonville (1991), wielrenner